# تیلوسین
تیلوسین(به انگلیسی: Tylosin) یک آنتی‌بیوتیک و یک افزودنی خوراکی باکتریواستاتیک است که در داروهای دامپزشکی استفاده می‌شود. این دارو طیف گسترده‌ای از فعالیت در برابر ارگانیسم‌های گرم مثبت و طیف محدودی از فعالیت علیه ارگانیسم‌های گرم منفی دارد.  به طور طبیعی به عنوان یک محصول تخمیری از Streptomyces fradiae استخراج می شود. این آنتی‌بیوتیک جز دسته ماکرولیدها دسته بندی می‌شود. 
تیلوسین به صورت تزریقی یا خوراکی در کشورهای مختلف موجود است.